# Bracon pallidus
Bracon pallidus är en stekelart som beskrevs av Oswald Heer 1867. Bracon pallidus ingår i släktet Bracon och familjen bracksteklar. Inga underarter finns listade.